# Christina Næss
Christina Næss es una deportista feroesa que compitió en natación adaptada. Ganó dos medallas en los Juegos Paralímpicos de Seúl 1988.

## Palmarés internacional
| Juegos Paralímpicos | Juegos Paralímpicos  | Juegos Paralímpicos | Juegos Paralímpicos |
| Año                 | Lugar                | Medalla             | Prueba              |
| ------------------- | -------------------- | ------------------- | ------------------- |
| 1988                | Seúl (Corea del Sur) | Medalla de oro      | 100 m espalda C3    |
| 1988                | Seúl (Corea del Sur) | Medalla de plata    | 400 m libre C3-4    |